# تروی (نیویورک)
تروی (به انگلیسی: Troy) شهری در شهرستان رنسلیر ایالت نیویورک است که در سرشماری سال ۲۰۱۰ میلادی، ۵۰۱۲۹ نفر جمعیت داشته است. تروی، به‌طور رسمی در تاریخ ۱۸۱۶ میلادی به‌عنوان یک شهر شناخته شد.